# Med hmeljniki, Ljubljana
Med hmeljniki je za motorni promet zaprta ulica v Ljubljani, zato je namenjena pešcem in kolesarjem. Poteka pod kostanjevim drevoredom od krožišča Žale do glavnega vhoda na pokopališče.

## Poimenovanje
Ulica je bila poimenovana po nasadih hmelja, ki so se nekdaj razprostirali v tem delu Ljubljane. Nasade so opustili, ime ulice pa je ostalo.

## Zgodovina
Občinski svet je leta 1910 poimenoval ulico med Savsko cesto proti glavnemu vhodu Centralnemu pokopališču Žale.
Po ulici je bila do leta 1958 speljana tramvajska proga številka 2.

## Urbanizem
Ulica poteka od krožišča Žale mimo Plečnikovih Žal do glavnega vhoda v pokopališče Žale, zato se primarno uporablja za pogrebne sprevode od pokopaliških vežic do pokopališča.